# Camaridium minus
Camaridium minus är en orkidéart som beskrevs av Rudolf Schlechter. Camaridium minus ingår i släktet Camaridium och familjen orkidéer. Inga underarter finns listade i Catalogue of Life.